# ГЕС Ліпно
ГЕС Ліпно (Lipno) – гідроелектростанція на південному заході Чехії у гірському хребті Шумава. Входить до складу каскаду на річці Влтава, становлячи у ньому верхній ступінь (наступною великою станцією є ГЕС Орлік). 
Під час спорудження ГЕС, яке тривало з 1952 по 1959 роки, річку перекрили земляною гравітаційною греблею висотою 26 метрів, довжиною 296 метрів та товщиною від 10 (по гребеню) до 130 метрів. Вона утворила водосховище, витягнуте на 44 км при максимальній ширині 14 км, яке має площу поверхні 50 км2 та об’єм 306 млн м3. Окрім забезпечення виробництва електроенергії, водосховище сприяє захисту від повеней, а також підтриманню у Влтаві мінімально необхідного рівня в посушливу пору року. 
Вода подається до машинного залу через два напірні водоводи довжиною по 160 метрів із діаметром 4,5 метри. Сам зал споруджений біля греблі у підземному виконанні та має розміри 65х22 метри і висоту 37 метрів. У нього веде тунель для персоналу з нахилом 45° та перетином 6,8х9,7 метри. Відпрацьована вода відводиться через тунель довжиною 3,5 км та діаметром 7,5 метрів до нижнього балансуючого резервуару, на якому працює мала гідроелектростанція Ліпно ІІ (1,5 МВт). 
Основне обладнання станції становлять дві турбіни типу Френсіс потужністю по 60 МВт. При напорі від 149,3 до 161,6 вони виробляють 147 млн кВт-год електроенергії на рік. ГЕС може вийти на повну потужність за 226 секунд та керується дистанційно зі Штеховіце.